# Christmas Bloody Christmas
Christmas Bloody Christmas es una película slasher sobrenatural y navideña de 2022 escrita y dirigida por Joe Begos. Tiene como protagonista a Riley Dandy en el papel de Tori Tooms, una dueña de una tienda de discos que, luego de cerrar su negocio para celebrar la Nochebuena con sus mejores amigos y conocer a su match de Tinder, tiene que enfrentarse a una noche sangrienta en la que tendrá que sobrevivir a un violento muñeco vestido de Papá Noel recién salido de una tienda de juguetes, cuyo único objetivo es aniquilar a cualquier cosa que se le cruce. También conforman el reparto los actores Sam Delich, Jonah Ray, Dora Madison, Jeff Daniel Phillips, y Abraham Benrubi.
La idea surgió cuando el director expresó su interés en hacer una nueva versióne de Noche de Paz, Noche de Muerte (1984), pero esta vez con la participación de un androide semejante a Terminator realizando las matanzas. Aunque su propuesta fue inicialmente rechazada debido a que se alejaba demasiado de la esencia del filme en cuestión, Begos siguió trabajando sobre el proyecto y con el tiémpo escribió un guion que culminaría en Christmas Bloody Christmas. Abraham Benrubi fue el primer seleccionado para actuar como el Papá Noel asesino, y subsecuencialmente se unió el resto del elenco. La película fue filmada en California alrededor de 2021. 
Christmas Bloody Christmas tuvo un estreno teatral en simultáneo a su estreno en servicios de streaming manejado por la compañía Shudder el 9 de diciembre de 2022. El filme recibió críticas divididas, con algunas personas argumentando que el nuevo trabajo de Begos estaba a la altura de sus películas previas como Euforia Sangrienta (2019) y que entregaba toda la diversión sangrienta que los fanáticos devotos del terror podían esperar, pero otra parte de la audiencia criticó la falta de desarrollo en los personajes y el ritmo lento de la narrativa. Recaudó $190,662 dólares estadounidenses en la taquilla.

## Argumento
La película comienza con viñetas que se asemejan a los típicos anuncios navideños, junto con una noticia de última hora sobre un Papá Noel robótico que ha sido retirado debido a un mal funcionamiento que lo revierte de su programación original del Departamento de Defensa de los EE. UU.
La dueña de una tienda de discos, Tori, cierra su tienda la noche de Nochebuena con su empleado, Robbie. Robbie, que se siente atraído por Tori, la convence de que no se reúna con una cita de Tinder y salga a beber con él. La pareja se encuentra con sus amigos Jay y Lahna, que trabajan en una tienda de juguetes cercana que está equipada con uno de los Papá Noel defectuosos. El grupo bebe y pasa el rato antes de que Tori y Robbie se vayan a un bar. El robot funciona mal y se convierte en una violenta máquina de matar, asesinando a Jay y Lahna mientras tienen relaciones sexuales.
Atraída por Robbie, Tori lo invita a regresar a su casa, sin saber que el robot Santa los acecha. Llegan a la casa de Tori y continúan coqueteando antes de que Robbie le practique sexo oral. Mientras tanto, el robot Santa irrumpe en la casa de los vecinos de Tori y mata a toda la familia; con Tori presenciando el asesinato del niño. Mientras entra en pánico y advierte a Robbie, se da cuenta de que el robot Santa la ha visto. Tori despierta a su hermana Liddy y a su esposo, Mike, e intenta escapar de la casa con ellos y Robbie. El robot Santa ataca al grupo, matando a Liddy y Mike mientras Tori y Robbie escapan en auto. Mientras intentan alejarse, se encuentran bloqueados por otro de los vecinos de Tori que es asesinado rápidamente por el robot Santa. Incapaz de escapar, Robbie es arrastrado y asesinado por el robot.
Un oficial de policía llega y logra disparar al robot por un momento antes de que el robot Santa se recupere y mate al oficial. Tori atropella al robot Papá Noel con el auto del oficial y se aleja, donde se topa con más oficiales y una ambulancia que responde a la escena. Tori les hace señas para que ayuden y les cuenta sobre la muerte del oficial y es arrestada por el Sheriff Munroe. De vuelta en la estación de policía, Tori lucha por convencer a Munroe sobre el robot Santa. El Santa regresa, se ha apoderado de la ambulancia y ataca la estación, matando a Munroe y su compañero. Tori recupera una escopeta y se defiende del robot Santa. Ella se aleja en la ambulancia, donde el robot Santa sube a bordo y Tori se estrella. Tori usa el choque para prender fuego al robot Santa, dañándolo severamente.
Al retirarse a su tienda de discos, Tori es perseguida por el robot Santa, que ahora está casi completamente despojado de su endoesqueleto robótico. Después de ser perseguida por la tienda, Tori logra burlar al robot Santa y destruirlo. Tori, exhausta y ensangrentada, sale de la tienda y se derrumba en la calle cuando comienza la mañana de Navidad y comienza a reírse histéricamente.

## Reparto
- Riley Dandy como Tori Tooms
- Sam Delich como Robbie Reynolds
- Jonah Ray como Jay
- Dora Madison como Lahna
- Jeff Daniel Phillips como  Sheriff Monroe
- Abraham Benrubi como Santa
- Jeremy Gardner como  Oficial Smith
- Graham Skipper como Mike
- Kansas Bowling como Liddy

## Recepción
Christmas Bloody Christmas actualmente tiene una calificación del 71% en Rotten Tomatoes, según 23 reseñas. El consenso del sitio dice: "Tal vez no sea tan divertido como debería ser una película sobre un robot asesino de Santa, pero para los fanáticos del terror navideño, Christmas Bloody Christmas sigue siendo un regalo".